# Proneurotes multioculatus
Proneurotes multioculatus är en djurart som tillhör fylumet slemmaskar, och som beskrevs av Montgomery 1897. Proneurotes multioculatus ingår i släktet Proneurotes och familjen Amphiporidae. Inga underarter finns listade i Catalogue of Life.